# Sénéfobougou
Sénéfobougou est le nom d'un quartier à Sor, à  Saint-Louis du Sénégal. Son nom signifie la localité ou le village des Sénoufos, une ethnie qu'on trouve au Mali, en Côte d'ivoire, au Burkina Faso et au Ghana.
C'est après d'âpres combats qui ont duré depuis le 14 avril 1898, au lendemain de la prise de Sikasso, le 1er mai 1898 par l'armée coloniale française, que des guerriers Sénoufos de l'empire du Kénédougou, ayant pour capitale Sikasso, ont choisi l'exode pour ne pas se soumettre au nouvel ordre colonial français, maître du royaume.  Le capitaine français Morisson, sous les ordres du colonel Audéoud, lance les canons sur la ville impériale: Sikasso tombe. Auparavant, le successeur de Thiéba, le roi Babemba Traoré se donne la mort, pour ne pas rester prisonnier, entre les mains des Français, préférant la mort à la honte. La population est massacrée, décimée par les envahisseurs.
Certains guerriers ou Sofas (pères du cheval) se rassemblent, consultent les mânes qui leur indiquent une localité où le fleuve se jette dans la mer (l'embouchure).  Cet exode les conduit à Saint-Louis du Sénégal. Ils y fondent le quartier Sénéfobougou.  Ils trouvèrent à Saint-Louis des Bamanans Bambaras, une ethnie du même groupe Mandé. De ce brassage est née la communauté bamanan de Sénéfobougou. Dénommé Ndiolofène Nord par arrêté municipal, en 1965, par l'administration locale, Sénéfobougou reste jaloux de son nom et de son passé qu'il entend préserver, sauvegarder jusqu'à la fin des temps. Des voix s'élèvent aujourd'hui pour réhabiliter et restaurer ce nom que l'administration coloniale française, même, lui avait reconnu. Parmi les Dougoutigui ou chefs de la communauté ayant présidé aux destinées de Sénéfobougou, on peut citer : Diatiguignouma,  Inthie Traoré, Gnoumanfo Coulibaly, Lassana Zana Coulibaly, Fodé Sankharé, Kalfa Diarra, Moussa Balla Diarra.
Une rue de Sénéfobougou est dénommée: Rue Diatiguignouma
L'actuel Dougoutigui se nomme Demba Sankharé. C'est le fils de Fodé Sankharé.
Lassana Zana Coulibaly est le père de l'intellectuel et homme politique Insa Coulibaly et de l'écrivain Alioune Badara Coulibaly.
L'administration a attribué au Dougoutigui Demba Sankharé les fonctions de Délégué de Quartier.
Aujourd'hui, on retrouve à Sénéfobougou, toutes les ethnies du Sénégal et de la sous région, vivant dans un commun vouloir de vie commune.  
Sénéfobougou compte parmi ses natifs : 
- Insa Coulibaly,
- les marabouts Thierno Ousmane Sy, Thierno Amadou Bâ,  Ahmed Iyane Sy
- Alioune Badara Coulibaly, entre autres.

Dans une note de lecture consacrée à "Chant du soir", Éditions Xamal, 1999, Saint-Louis, recueil du poète Alioune Badara Coulibaly, le professeur Papa Sada Anne commente certaines pages de l'ouvrage où le poète Alioune Badara Coulibaly évoque Sénéfobougou, son royaume d'enfance. Le professeur et critique littéraire P. S. Anne écrit :
« Brusque changement de décor et de rythme, et escale au royaume d'enfance du poète pour évoquer Sénéfobougou: village célèbre et célébré de Ndar-la Métisse, connu jadis pour son ancrage dans la tradition bambara avec ses fameux "Guéré", "Kiring", "Kankourang" et "Komo", parties intimes du patrimoine culturel de Saint-Louis et qui ont fait battre le cœur de plus d'un Saint-Louisien de la vieille génération.
Sénéfobougou donc ! Nom à connotation étrangère, quartier mythique et mystique, trait d'union entre Khor-aux coquillages blancs des marécages et Ndiolofène-la sablonneuse, traduit une vision solennelle du poète Alioune Badara Coulibaly qui veut se ressourcer et : "Revivre Sénéfobougou/Des temps anciens" (Chant du soir, pp 14,15). Et défilent, fugaces, les souvenirs impérissables d'antan : les danses en transes au son endiablé du djembé, les rites traditionnels du terroir, avec les génies protecteurs, les offrandes sacrées, les chants et danses frénétiques. Mais aussi, mise en relief de la symbiose féconde entre valeurs traditionnelles profondément ancrées et la culture occidentale avec : les carillons de Noël; les candélabres des églises, l'homélie des messes du soir, le prêtre thuriféraire de la religion chrétienne (Chant du soir, p.18) ».

## Sports
L'association sportive et culturelle de Sénéfobougou dénommée ASC Sénéfo a remporté en Football, la Finale zonale (5) 2012, victoire sur l'ASC Fagarou.